# Jay Matternes
Jay Howard Matternes, né le 14 avril 1933, est un peintre, paléoartiste et naturaliste américain. 

## Biographie
Jay Matternes est né aux Philippines et vit à Fairfax, en Virginie.
Son travail de recréer les premiers mammifères des époques Oligocène, Miocène et Pliocène est largement publié dans les années 1950 et 1960, notamment dans la série Time Life Books. Son travail fait partie des collections du Musée américain d'histoire naturelle et du Musée national d'histoire naturelle des États-Unis. Ses reconstitutions paraissent fréquemment dans des magazines tels que le National Geographic et le Time, ce qui fait de lui l'un des illustrateurs scientifiques les plus connus. Matternes réalise six peintures murales pour la Smithsonian Institution entre 1960 et 1975. Elles sont retirées lors des rénovations du Musée national d'histoire naturelle de la Smithsonian en 2014 et conservées dans les archives du musée, trop fragiles pour les exposer à nouveau,. Il est également connu pour ses peintures d'oiseaux.

## Publication
- (en) Visions of Lost Worlds: The Paleoart of Jay Matternes, Smithsonian Books, 2019, 236 p.  (ISBN 978-1588346674)Écrit avec Matthew T. Carrano et Kirk R. Johnson.